# Bisdom Covington
Het bisdom Covington (Latijn: Dioecesis Covingtonensis) is een rooms-katholiek bisdom met als zetel Covington, in de Amerikaanse staat Kentucky. Het bisdom is suffragaan aan het aartsbisdom Louisville. 

## Geschiedenis
Het bisdom werd opgericht op 29 juli 1853, uit delen van het bisdom Louisville, en was suffragaan aan het aartsbisdom Cincinnati. Op 10 december 1937 veranderde het van kerkprovincie en werd suffragaan aan het nieuw verheven aartsbisdom Louisville. Op 14 januari 1988 verloor het gebied bij de oprichting van het bisdom Lexington. 

## Parochies
Het bisdom had in 2021 een oppervlakte van 8.696 km2 en telde 538.446 inwoners waarvan 17,2% rooms-katholiek was.

## Bisschoppen
- George Aloysius Carrell (29 juli 1853 - 25 september 1868)
- Augustus Maria Bernard Anthony John Gebhard Toebbe (24 september 1869 - 2 mei 1884)
- Camillus Paul Maes (1 oktober 1884 - 11 mei 1915)
- Ferdinand Brossart (9 december 1915 - 2 maart 1923)
- Francis William Howard (26 maart 1923 - 18 januari 1944)
- William Theodore Mulloy (11 november 1944 - 1 juni 1959)
- Richard Henry Ackerman (4 april 1960 - 28 november 1978)
- William Anthony Hughes (13 april 1979 - 4 juli 1995)
  - James Kendrick Williams (hulpbisschop: 15 april 1984 - 14 januari 1988)
- Robert William Muench (5 januari 1996 - 15 december 2001)
- Roger Joseph Foys (31 mei 2002 - 13 juli 2021)
- John Curtis Iffert (13 juli 2021 - heden)

## Galerij van afbeeldingen

Wapen van het bisdom
Voormalig wapen van het bisdom (1915-1960)
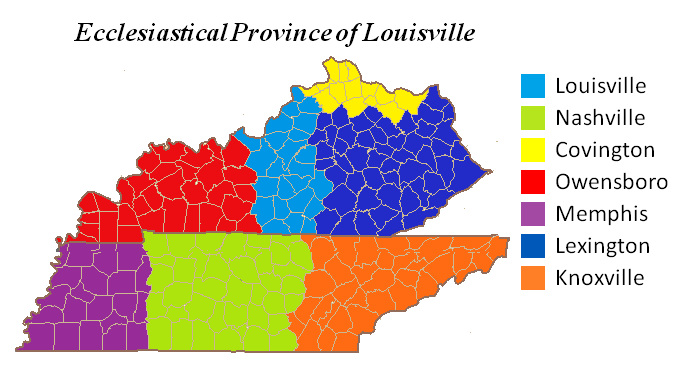
Kerkprovincie met aartsbisdom en suffragane bisdommen
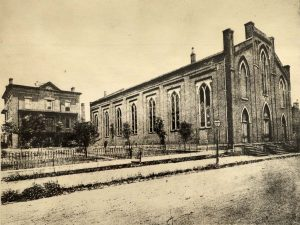
Voormalige Saint Mary Cathedral
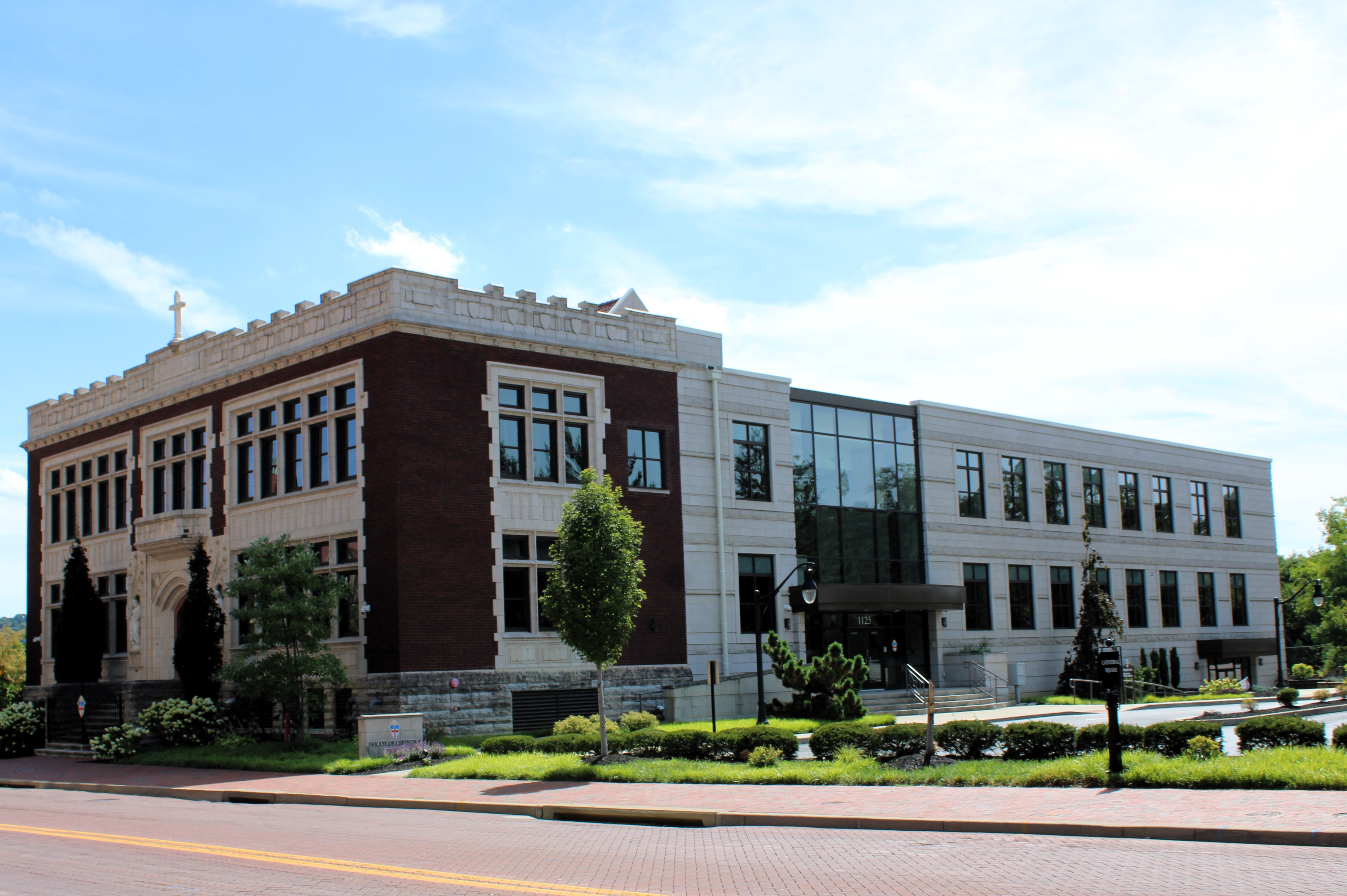
Curiegebouw
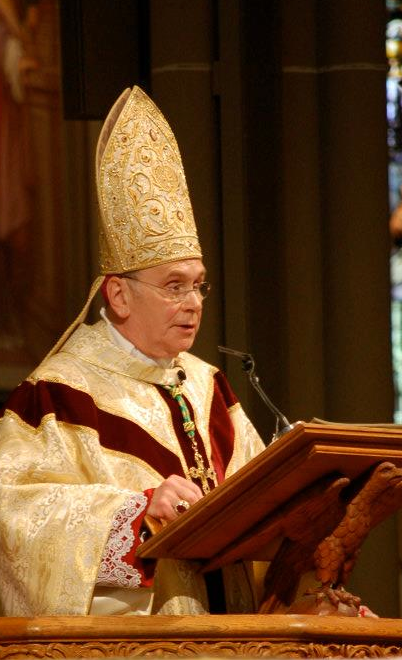
Bisschop Roger Joseph Foys (2002-2021)

Louisville (aartsbisdom) · Covington · Knoxville · Lexington · Memphis · Nashville · Owensboro